# Leave a Light On (песня Тома Уокера)
«Leave a Light On» — песня британского певца и композитора Тома Уокера, вошедшая в его альбом «What a Time to Be Alive» (2019). Написана самим Уокером и Стивом Маком. Выпущена для лейбла Sony Music 13 октября 2017 года изначально как сингл. Песня вошла в топ-10 в Австрии, Валлонии, Германии, Италии и Швейцарии, а также в топ-40 в Австралии, Фландрии, Франции, Польше и Нидерландах. Песня достигла 7-го места в Великобритании и 34-го места в ирландском чарте синглов.
Акустическая версия трека, аранжированная и спродюсированная Клиффом Мастерсоном, была использована в рекламе Sony Bravia TV.